# カギバラバチ
カギバラバチは、膜翅目（ハチ目）細腰亜目（ハチ亜目）カギバラバチ科（Trigonalidae）に属する寄生蜂の総称。寄生バチや寄生バエに捕食寄生する、高次寄生蜂（hyperparasitoid）として知られている。世界に約90種、日本からは10種が記録されている。カギバラバチ科は、系統的に有剣下目と姉妹群関係にあるとされている。なお科名としてTrigonalyidae が使われることもある。
カギバラバチの宿主としては、一般に蛾や蝶、ハバチの幼虫に寄生した寄生蜂やヤドリバエが知られている。カギバラバチのメスは多数の卵をいろいろな植物の葉の縁に産み付ける。葉に産み付けられた卵が、中間宿主である蛾や蝶の幼虫に葉とともに飲み込まれ、その際に適度に傷ついたものだけが消化管内で無事に孵化し、消化管壁から体内に侵入し、ガの幼虫の体内に寄生している寄生蜂やヤドリバエの幼虫を探し出して、それに捕食寄生して発育する、もし寄生蜂やヤドリバエの幼虫がいないと死んでしまう。第3齢幼虫は巨大な大顎を持ち、もし他の寄生バチの幼虫がいたら殺す。とされている。スズメバチを宿主とするエゾマルカギバラバチの場合、岩田 & 真嶋 (2018)によれば、葉と共に卵を食べた蛾や蝶の幼虫がスズメバチに狩られ、肉団子にされて巣に持ち帰られ、エサとして幼虫に与えられることでスズメバチの幼虫の体内に侵入、寄生するとされているが、渡辺 & 山根 (2017)では、本種は秋に落葉樹の葉に産卵するが、落葉樹に産卵された卵がどのように中間宿主に取り込まれ、どのようにして一齢幼虫が最終宿主にたどり着くかは不明としている。オーストラリアにはハバチの幼虫の体内に一次寄生（通常の捕食寄生生活）する種がいるという。

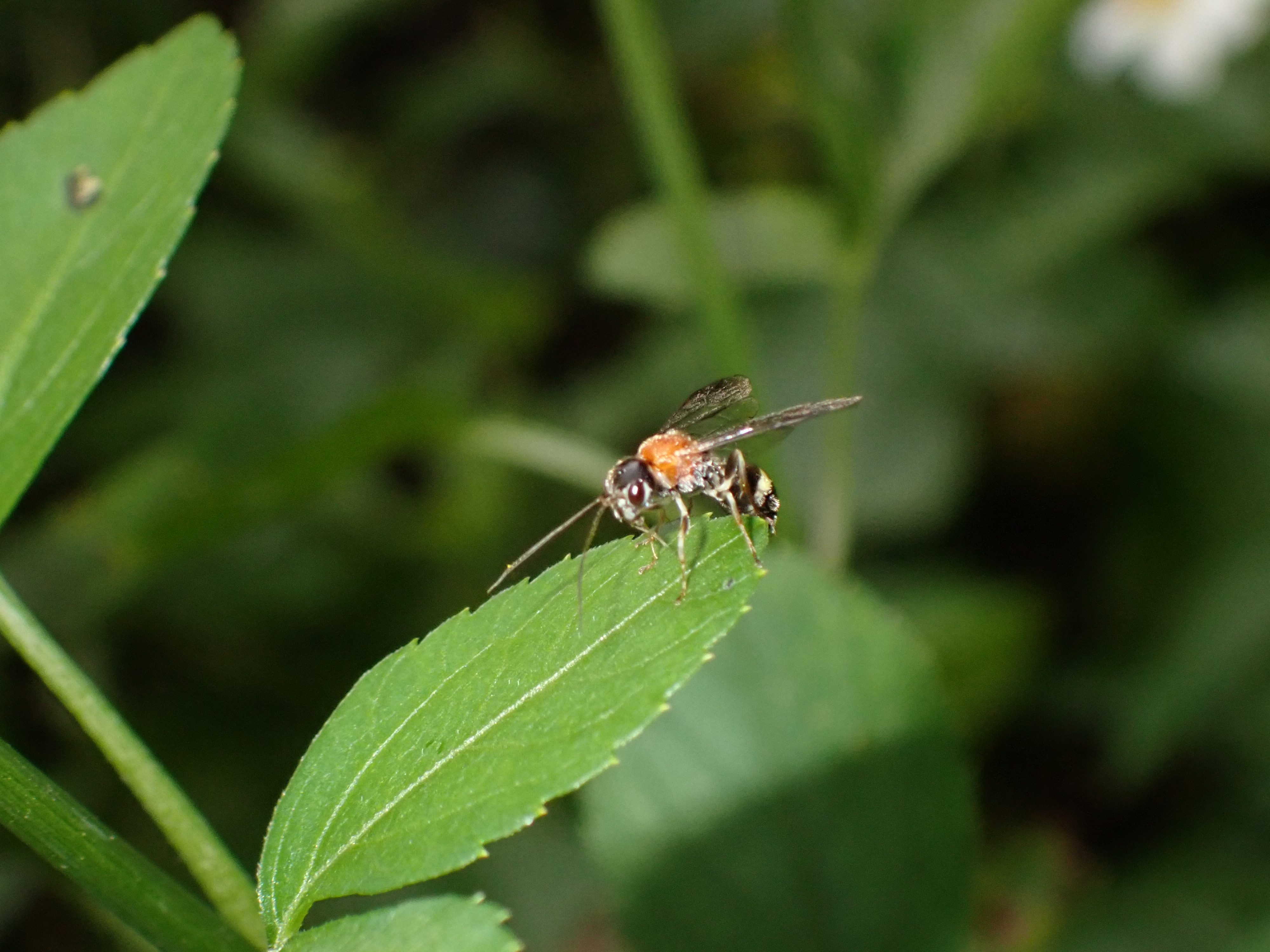
オオバナノセンダングサの葉に産卵中のキスジセアカカギバラバチのメス

## 日本産の種
渡辺 & 山根 (2017)によると日本には以下の5属10種が分布する。
- マルカギバラバチ属
  - エゾマルカギバラバチ Bareogonalos jezoensis - 北海道、本州、九州、ロシア沿海州、インドネシア　寄主：スズメバチ類
- アジアカギバラバチ属
  - マルヤマカギバラバチ Jezonogonalos marujamae - 国後島、北海道 - 固有種
- ハゴロモカギバラバチ属
  - ナミハゴロモカギバラバチ Orthogonalys hagoromonis - 北海道、本州、九州、極東ロシア　寄主：おそらくスギナハバチ類の寄生バチ
  - ナガハゴロモカギバラバチ Orthogonalys elongata - 国後島、色丹島、北海道、本州、四国、ロシア、中国　
  - フクイハゴロモカギバラバチ Orthgogonalys fukuiensis - 本州 - 固有種
- モンカギバラバチ属
  - キスジセアカカギバラバチ Taenigonalos fasciata - 北海道、本州、九州、奄美大島、徳之島、沖縄島、ロシア、中国、台湾、韓国、イラン、マレーシア、インドネシア　寄主：マダラヤドリバエ、ヒメバチ科　
  - マダラカギバラバチ Taeniogonalos maga - 国後島、色丹島、北海道、本州、四国、九州、ロシア、中国、台湾　
  - ザウターカギバラバチ Taeniogonalos sauteri - 本州、九州、種子島、奄美大島、中国、台湾　寄主：キイロコウラコマユバチ
  - ユアサカギバラバチ Taeniogonalos taihorina - 北海道？、本州、ロシア、中国、台湾　寄主：ハバチ類のヤドリバエ
- ホシカギバラバチ属
  - フタホシカギバラバチ Teranishia nipponica - 北海道、本州、九州 - 固有種